# Порядок наследования афганского престола

Герб бывшей королевской семьи Афганистана

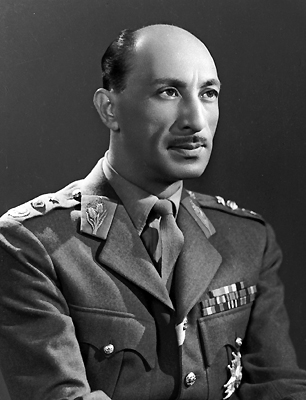
Захир-шах (1914—2007), последний король Афганистана из династии Баракзай (1933—1973)

Афганская монархия была упразднена 17 июля 1973 года, когда Мухаммед Дауд в результате военного переворота отстранил от власти короля Захир-шаха. Мухаммед Дауд провозгласил республику и стал первым президентом Афганистана.
В настоящее время претендентом на афганский королевский престол является кронпринц Ахмад-шах (род. 1934), второй сын Захир-шаха.

## Наследственное право
Порядок наследования определяется статьей 16 Конституции Афганистана 1964 года, в которой говорится, что на королевский престол могут претендовать прямые мужские потомки короля Мухаммед Надир-шаха, правившего в 1929—1933 годах.

## Текущая линия престолонаследия
- Король Мухаммед Надир-шах (1883—1933)[1]
  -   Король Мухаммед Захир-шах (1914—2007)
    - Кронпринц Ахмад Шах (1934—2024)[1]
      - Кронпринц Мухаммад Захир Хан (род. 1962)[1]
      - (1) Принц Мухаммед Эмель Хан (род. 1969)

    - Принц Мухаммад Надир-хан (1941—2022)[1]
      - (2) Принц Мустафа Захир Хан (род. 1964)
      - (3) Принц Мухаммед Дауд Хан (род. 1966)

    - (4) Принц Мухаммад Дауд Хан (род. 1949)[1]
      - (5) Принц Дуран Дауд Хан (род. 1974)

## Порядок наследования престола в июле 1973 года
- Король Мухаммед Надир-шах (1883—1933)
  -   Король Мухаммед Захир-шах (род. 1914)[1]
    - (1) Кронпринц Ахмад Шах (род. 1934)
      - (2) Принц Мухаммад Захир Хан (род. 1962)
      - (3) Принц Мухаммед Эмель Хан (род. 1969)[1]

    - (4) Принц Мухаммад Надир-хан (род. 1941)
      - (5) Принц Мустафа Захир Хан (род. 1964)[1]
      - (6) Принц Мухаммед Дауд Хан (род. 1966)[1]

    - (7) Принц Шах Махмуд Хан (род. 1946)
    - (8) Принц Мухаммад Дауд Хан (род. 1949)
    - (9) Принц Мир Вайс-хан (род. 1957).